# 이사와정 (야마나시현)
이사와정(石和町)은 야마나시현 히가시야쓰시로군에 있던 정이다. 2004년 10월 12일에 이시와 정을 포함한 주변 6개 정촌과 합병해 후에후키시가 되었다.

## 지리
현 중앙부, 고후 분지의 북쪽 가장자리에 위치한다

## 역사
- 1889년 7월 1일- 정촌제 시행과 함께 이사와촌이 성립하였다.
- 1903년 8월 10일 - 이사와촌이 정으로 승격해 이사와정이 되었다
- 1956년
  - 3월 20일 - 하나부사촌을 편입하였다.
  - 9월 30일 - 오카베촌을 편입하였다.
- 1959년 4월 1일 - 후지미촌을 편입하였다.
- 2004년 10월 12일 - 히가시야쓰시로 군(東八代郡) , 미사카 정(御坂町), 이치노미야 정(一宮町), 야쓰시로 정(八代町), 사카이가와 촌(境川村)과 히가시야마나시 군(東山梨郡) 가스가이 정(春日居町)과 합병해 후에후키시가 성립하였다. 동일 이사와정은 폐지되었다.

## 행정
- 촌장
  - 아마노 켄 (天野建) (1979년 - 1990년)
  - 이시하라 아키오 (石原昭夫) (1991년 - 2002년)
  - 오기노 마사토시 (荻野正直) (2002년 - 2004년)

## 경제

### 산업
- 주요 산업
- 산업인구(2000년 인구조사)
  - 1차 산업 : 1,189명 (8%)
  - 2차 산업 : 3,620명 (25%)
  - 3차 산업 : 9,582명 (67%)
  - 총:14,391명(100%)

## 자매도시·제휴도시
- 독일연방공화국 버트 메르겐트하임

## 교통

### 철도
- 동일본 여객철도 주오 본선

### 도로
- 주오 자동차도
- 국도 제20호선
- 국도 제140호선
- 국도 제411호선